# Sorkheh (kommunhuvudort)
Sorkheh (persiska: سرخه) är en kommunhuvudort i Iran.   Den ligger i provinsen Semnan, i den centrala delen av landet, 160 km öster om huvudstaden Teheran. Sorkheh ligger 1 139 meter över havet och antalet invånare är 9 062.
Terrängen runt Sorkheh är platt åt sydost, men åt nordväst är den kuperad.Runt Sorkheh är det glesbefolkat, med 11 invånare per kvadratkilometer. Sorkheh är det största samhället i trakten. Trakten runt Sorkheh är ofruktbar med lite eller ingen växtlighet.